# 1317년

## 연호
- 원(元) 연우(延祐) 4년
- 일본(日本) 쇼와(正和) 6년 / 분포(文保) 원년
- 쩐 왕조(陳朝) 다이카인(大慶) 4년

## 기년
- 원(元) 인종(仁宗) 6년
- 고려(高麗) 충숙왕(忠肅王) 4년
- 쩐 왕조(陳朝) 명종(明宗) 4년

## 사망
- 음력 3월 29일 - 고려의 김도(金瑫)
- 태국 수코타이 왕조의 람캄행 대왕